# ناثان أرنولد
ناثان أرنولد (بالإنجليزية: Nathan Arnold)‏ (26 يوليو 1987 في المملكة المتحدة - ) هو لاعب كرة قدم بريطاني في مركز الوسط. شارك مع منتخب إنجلترا لكرة القدم C ‏. أما مع النوادي، فقد لعب مع غريمسبي تاون وكامبريدج يونايتد ونادي هايد إف سي وAlfreton Town F.C. ‏ ونادي مانسفيلد تاون.

## وصلات خارجية
- ناثان أرنولد على موقع قاعدة بيانات كرة القدم.إي يو (الإنجليزية)
- ناثان أرنولد على موقع Soccerbase.com (لاعب) (الإنجليزية)
- ناثان أرنولد على موقع Soccerway.com (الإنجليزية)